# Musica pop
La musica pop, traduzione del termine inglese pop music o comunemente pop, è un genere musicale appartenente all'insieme della popular music, che trova origine, nella sua forma moderna, come derivazione del rock and roll.

## Definizione e caratteristiche
Nella lingua inglese, i termini popular music e pop music sono spesso usati impropriamente in modo intercambiabile. Il termine popular music è un termine generico che si riferisce alla musica di gradimento generale nell'epoca moderna, mentre la notazione di pop music si riferisce ad uno specifico genere musicale. Secondo Gianni Sibilla, la musica pop «indica un campo più ristretto e definito rispetto a quello di popular music».
La musica pop, sempre secondo Sibilla, è «contraddistinta da alcuni aspetti specifici che riguardano il periodo storico di produzione, le forme testuali e linguistiche, gli attori sociali coinvolti, il modo in cui essi costruiscono la propria identità e, soprattutto, il rapporto con i mezzi di comunicazione di massa. In altre parole, la musica pop è un macrogenere musicale contemporaneo che comprende tutti i sottogeneri specifici della canzone popolare sviluppatisi a partire dall'avvento del rock and roll, contraddistinti dalla diffusione intermediale su supporti fonografici e mezzi di comunicazione».
Lucio Spaziante riassume sinteticamente le caratteristiche della musica pop classificandola come "mainstream di facile ascolto dipendente dall'industria discografica".

## Storia
La musica pop moderna nasce nella metà degli anni cinquanta negli Stati Uniti e nel Regno Unito. Se negli anni sessanta in Italia  il termine era poco usato in favore del più generico "musica leggera", sul finire del decennio veniva usato per indicare genericamente tutti quei gruppi che uscivano dalle forme imposte dalla canzonetta, e che vedevano nel Festival di Sanremo il loro motore principale. Venivano quindi inseriti senza distinzione nella definizione di pop i gruppi musicali che andavano dalla musica beat al rock psichedelico e al rock progressivo. Solo in seguito il termine "pop" fu usato con l'accezione con cui ci si riferisce a livello internazionale, con la classificazione e distinzione del rock come specifico genere.
Michael Jackson, soprannominato Re del Pop, è riconosciuto dal Guinness dei primati come il primo «artista di maggior successo di tutti i tempi». Nel 1989 Jackson, durante i Soul Train Awards, viene definito "l'unico e vero Re del Pop, Rock e Soul". Sempre Jackson è detentore del primato per l'album più venduto di tutti i tempi, Thriller, e nel 2002 è stato riconosciuto dai Bambi Awards come "Artista Pop del Millennio" .
La cantante femminile di maggior successo nel mondo della musica pop è invece Madonna, a sua volta soprannominata Regina del Pop. Britney Spears è invece definita la Principessa del Pop. Justin Timberlake viene talvolta soprannominato Principe del Pop (ironicamente è stato anche fidanzato con la sopraccitata Britney Spears).